# Stictoleptura fontenayi
Stictoleptura fontenayi es una especie de insecto coleóptero de la familia Cerambycidae. Se distribuyen por el suroeste de Europa y el noroeste de África.
Miden unos 10-20 mm. Son primaverales a estivales, florícolas.